# جلم ماء فارسي
جلم ماء الفارسي (الاسم العلمي: Puffinus persicus)، هو نوع من طيور النوئيات يتبع جنس جلم ماء من فصيلة طيور بترل.